# Picratol
Picratol – kruszący materiał wybuchowy składający się z 52% pikrynianu amonu i 48% trotylu. Był wykorzystywany w trakcie II wojny światowej do elaboracji amerykańskich bomb lotniczych (np. AN-M58A2 czy AN-M59A1). Cechuje się prędkością detonacji wynoszącą 22 600 ft/s (ok. 6900 m/s) przy gęstości odlewania ładunku 1,62 g/cm³.